# Weißig am Raschütz
Weißig am Raschütz est une ancienne commune de Saxe (Allemagne), située dans l'arrondissement de Meissen, dans le district de Dresde. Avec effet au 1er janvier 2012, elle est rattachée à la commune de Lampertswalde.